# Brocken
O Brocken (em língua alemã: Brocken = "migalha") é uma montanha situada na cordilheira do Harz, no estado da Saxônia-Anhalt (Sachsen-Anhalt), protegido como parque natural. É o ponto mais alto da Alemanha do Norte, com os seus 1.141,10 metros de altitude.
Foi pela primeira vez escalado em 1572.

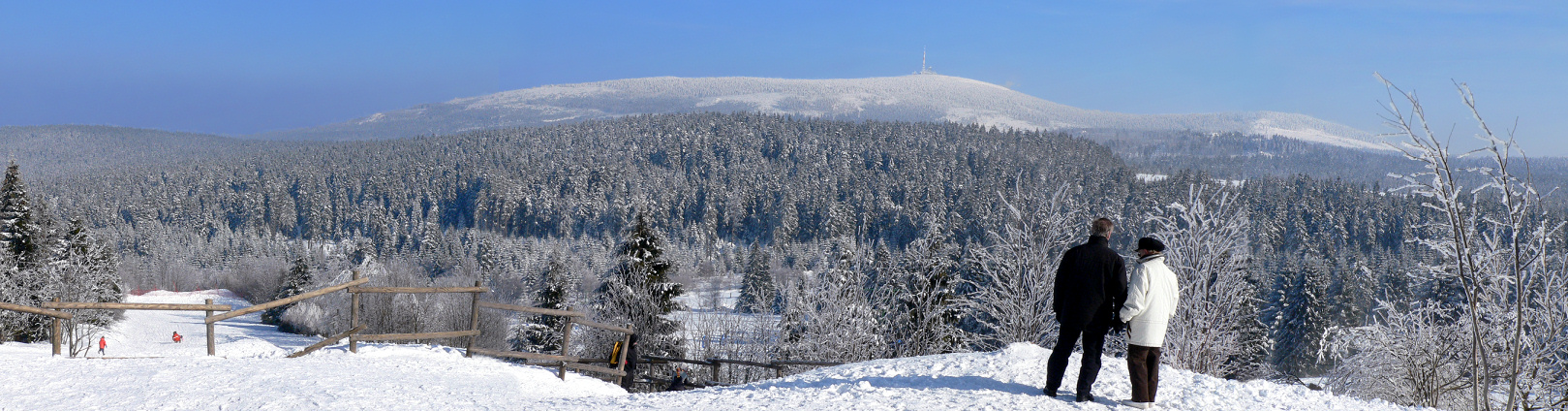
Vista ao Brocken

O acesso mais usado é pela ferrovia Brockenbahn (inaugurada em 1899), mesmo assim é possível escalá-lo usando trilhas de excursão, fazendo do Brocken um dos pontos turísticos mais visitados da Alemanha.